# Лајхинген
Лајхинген (њем. Laichingen) град је у њемачкој савезној држави Баден-Виртемберг. Једно је од 55 општинских средишта округа Алб-Донау-Крајс. Према процјени из 2010. у граду је живјело 10.970 становника. Посједује регионалну шифру (AGS) 8425071.

## Географски и демографски подаци
Лајхинген се налази у савезној држави Баден-Виртемберг у округу Алб-Донау-Крајс. Град се налази на надморској висини од 755 метара. Површина општине износи 69,8 km². У самом граду је, према процјени из 2010. године, живјело 10.970 становника. Просјечна густина становништва износи 157 становника/km².

## Међународна сарадња
| Мјесто | Држава      | Врста сарадње | Од    |
| ------ | ----------- | ------------- | ----- |
| Њасвиж | Бјелорусија | пријатељство  | 1991. |
|        | Француска   | партнерство   | 1986. |
| Извор  |             |               |       |